# Церковь Великомученицы Екатерины (Красный Сулин)
Церковь Великомученицы Екатерины (Церковь Святой Екатерины) — православный храм в городе Красный Сулин Ростовской области; относится к Шахтинской и Миллеровской епархии, Сулинское благочиние.
Адрес: Ростовская область, Красносулинский район, город Красный Сулин, улица Вокзальная, 120а.

## История
Храм был построен на средства фермера, директора ООО «Пригородное», депутата красносулинского городского собрания — Юрия Александровича Мирошниченко, который решил построить церковь, носящую имя его матери, рано ушедшей из жизни.
Закладной камень храма Святой Екатерины был освящен 30 марта 2012; 4 декабря 2012 года были освящены купола. В пятницу 10 мая 2013 года Светлой седмицы, епископ Шахтинский и Миллеровский Игнатий совершил обряд освящения храма. Это единственный на Донской земле деревянный храм с куполом в виде венца В честь святой Великомученицы Екатерины.
В 2014 году ктитору Екатерининского храма — Юрию Мирошниченко — епископ Игнатий вручил епархиальную медаль «За заслуги перед Шахтинской епархией». Так Шахтинским епархиальным управлением были отмечены труды Ю. А. Мирошниченко по строительству храма. В этом же году в Екатерининском храме был установлен новый киот и икона Пресвятой Богородицы «Всецарица», которые освятил благочинный приходов Сулинского округа, настоятель Екатерининского храма — протоиерей Василий Хадыкин.
В ходе вооружённого конфликта на востоке Украины Екатерининский приход оказывал помощь беженцам из Украины.
В 2016 году в приходе церкви стараниями Юрия Мирошниченко была организована и открыта приходская трапезная, работающая по праздничным и воскресным дням. Планируется это помещение временно использовать для занятий воскресной школы.